# Catawba River
Der Catawba River ist der Quellfluss des Wateree River in den benachbarten Bundesstaaten North Carolina und South Carolina in den USA. Der Fluss ist etwa 350 Kilometer lang und entspringt in den Appalachen, das Einzugsgebiet liegt überwiegend auf dem Piedmont Plateau. Der Catawba River wird durch viele Dämme zu Stauseen aufgestaut, die meist dem Hochwasserschutz und der Erzeugung von Strom durch Wasserkraft dienen. Der Fluss wurde nach dem Stamm der Catawba benannt, amerikanischen Ureinwohnern, deren Name in der Stammessprache „die Leute vom Fluss“ (Kawahcatawba) bedeutet.

## Verlauf

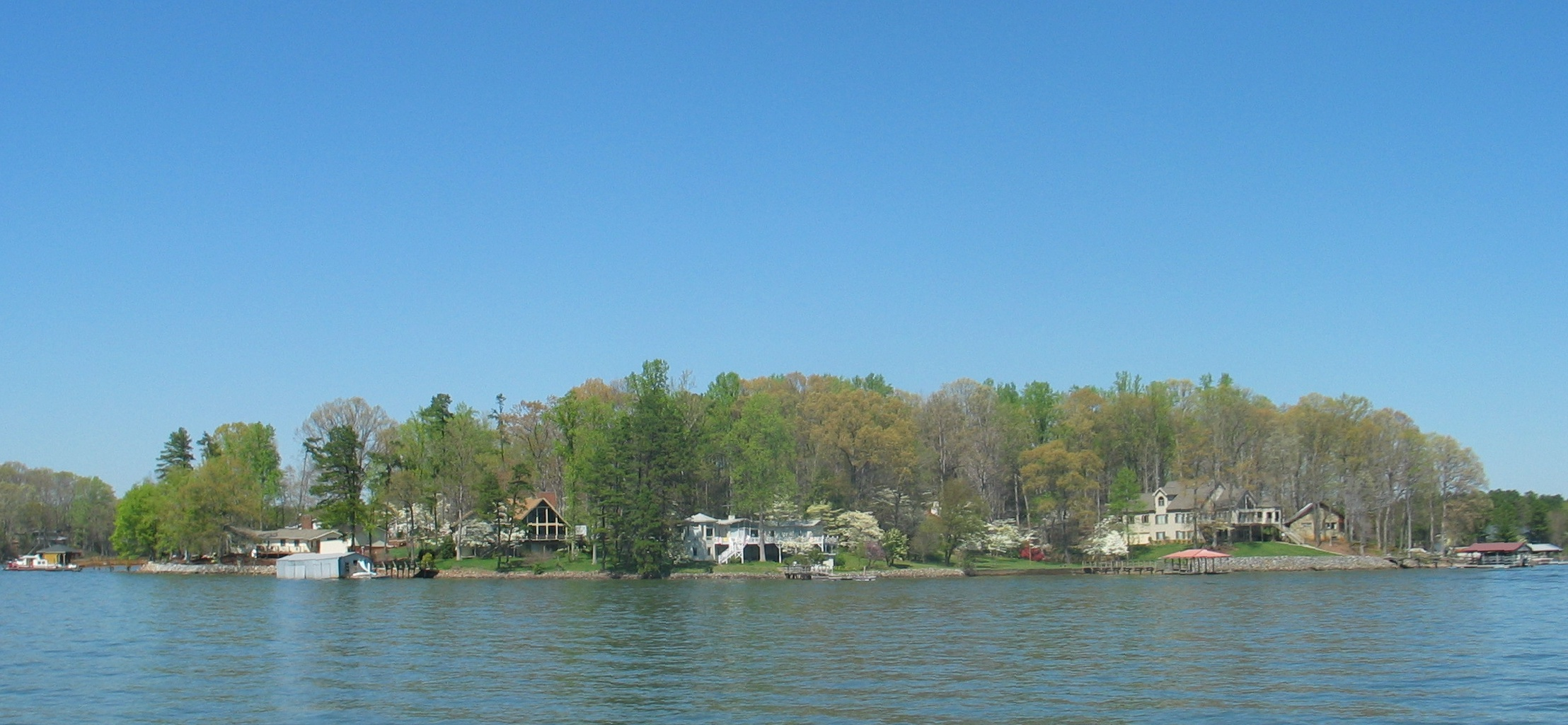
Lake Norman, ein Stausee des Catawba River

Die Quelle des Catawba liegt in den Blue Ridge Mountains im Westen des McDowell County, etwa 30 Kilometer östlich der Stadt Asheville in North Carolina. Er fließt nach Ostnordosten und bildet gemeinsam mit dem Linville River den See Lake James. Der Fluss passiert anschließend nördlich die Gemeinde Morganton und wendet sich danach nach Südosten durch den Stausee Lake Norman. Von da aus fließt der Catawba nach Süden, im Westen an Charlotte vorbei zunächst in den Mountain Island Lake und anschließend in den Lake Wylie, dort bildet der Fluss etwa auf einer Länge von 15 Kilometern die Staatsgrenze zwischen North und South Carolina. Er fließt in das nördliche South Carolina, an der Stadt Rock Hill vorbei, durch das Fishing Creek Reservoir in der Nähe von Great Falls und dem Lake Wateree Stausee etwa 50 Kilometer nordöstlich von Columbia. Unterhalb des Lake Wateree wird der Fluss Wateree River genannt.

## Wasserentnahmekonflikt
2006 stand der Fluss im Mittelpunkt eines Konfliktes um die Wasserentnahme, der zwischen den Einwohnern des Catawba-Einzugsgebietes und dem Cabarrus County ausgetragen wurde. Die Städte Concord und Kannapolis erwarten für das Jahr 2035, dass etwa 832.780 Hektoliter pro Tag für die Versorgung der Städte fehlen werden und möchten täglich bis zu 1.362.750 Hektoliter aus dem Catawba River in ihre Wasserversorgung pumpen. Der Concord/Kannapolis Interbasin Transfer (IBT) Vorschlag fordert eine dauerhafte Ableitung des Wassers aus einem Flusssystem in das andere, anders als in der üblichen Situation, in der Wasser in dem Einzugsgebiet eines Flusses für die ansässige Bevölkerung entnommen wird und diesem nach Gebrauch und Wasseraufbereitung wieder in das System eingespeist wird.
Obwohl weder Concord noch Kannapolis im Catawba River Einzugsgebiet sind, argumentieren diese, der Fluss sei eine regionale Wasserquelle und der IBT sei notwendig um das zukünftige Wachstum zu sichern und den erhöhten Bedarf in der Zukunft der beiden Städte zu decken. Gegner des IBT wenden ein, dass die Städte entlang des Catawba River-Beckens ebenfalls wachsen und die Anforderung zu hoch sei, da dieser Plan die Niedrigwasserstände bei Trockenheit nicht angemessen berücksichtigen würde.
Am 10. Januar 2007 erlaubte das North Carolina State Environmental Panel, ein Ausschuss der Umweltbehörde des Staates den Städten Concord und Kannapolis die Entnahme von 247.500 Hektoliter aus dem Catawba River. Diese Entscheidung bildete einen Kompromiss der durch die Environmental Management Commission, eine Kommission zum Umweltmanagement vorgeschlagen wurde. Die Bürgermeister von Morganton und Valdese legten dar, dass sie strikt gegen diese Regelung seien und die Entscheidung falsch und befangen sei. Concords Bürgermeister sagte dazu, die Entscheidung sei „bittersüss“, da die erlaubte Wasserentnahmemenge deutlich unter dem liege, was die Stadt anfangs beantragt hatte und die Wahrscheinlichkeit hoch sei, dass diese auch noch durch gerichtliche Anordnungen verzögert werden würde. Die Stadt Hickory werde Einspruch erheben, wobei die größte Sorge des dortigen Bürgermeisters die Störung des natürlichen Austausches der Flusssysteme sei.

## Gefährdung
In den frühen Herbstmonaten 2007 begann in vielen Teilen des Südens der Vereinigten Staaten eine Dürreperiode, von den auch der Catawba River extrem betroffen war. Am 15. Oktober 2007 berichtete der Morganton News Herald, der die Dürre durch den Governor von North Carolina Mike Easley als die schlimmste Dürre seit Beginn der Geschichtsschreibung bezeichnete.
Im April 2008 wurde der Catawba-Wateree River von der Umweltschutzgruppe American Rivers zum „Gefährdetsten Fluss Amerikas“ erklärt. Unter den Ursachen für die schlechte Wasserqualität und die Verfassung des Flusses werden neben der Dürre 2007 die elf Wasserkraftwerke, die globale Erwärmung und die unkontrollierte Entwicklung an den Ufern des Flusses erwähnt.